# 都轉鹽運使司
都轉鹽運使司，明、清两代地方機構之一，主要處理各地鹽務事宜。該使司設置鹽運使、同知等官職，掌控鹽法政令。1912年，清朝滅亡後，該機構廢除。
- 两淮盐运使司，驻扬州。下辖三分司：淮安、泰州、通州。
- 两浙盐运使司，驻杭州。下辖四分司：嘉兴、松江、宁绍、温台。
- 长芦盐运使司，原驻沧州，后迁天津。下辖二分司：沧州、青州（后改天津）。
- 河东盐运使司：驻山西运城。下辖三分司：解盐东场、西场、中场。
- 山东盐运使司：下辖二分司：胶莱、滨乐。

## 遗迹
- 扬州两淮盐运司衙署门厅，扬州市文物保护单位